# 食料、農業、農村基本法
1999年公布日本政府公布的《食料、農業、農村基本法》， 是為了在生產以外的事項上（例如國土及環境保護），提高農業及農村的角色，以及提高糧食供給率而制定的法律。

## 概要
1961年制定的《農業基本法》，伴隨《食料、農業、農村基本法》的公布而廢除。該法律旨在導正農民與非農民之間的收入差距，可以說是一部為了從事農業工作者的法律。 另一方面，這一部新基本法同時有「改善人民生活的穩定性和國民經濟的健康發展发展」之目的（第1条），因此修法範圍不限於農業生產者相關法律，亦及於國民全體相關法律。
這部基本法將農業的角色定義為「確保穩定的食物供應」（第2条）與「發揮多方面的功能」（第3条），並且為了實現這兩項角色，將「農業的永續發展」 （第4條）和「農村的振興」（第5条）視為重要目標。 這兩項角色是WTO《農業協定》序言中的非貿易關心事項，不屬於被要求削減的農業保護。 因此，這部新基本法當中隱藏了準備進行WTO農業談判的意圖。
這部新基本法規定，「考慮到糧食、農業和農村有關情況變化，並在評估政策對糧食、農業和農村影響的基礎上，基本計畫應大約每五年更改一次」（第15條7項）。因此，日本政府應根據此部基本法，定期更新「食料、農業、農村基本計畫。 舊基本法自1961年公布以来已有38年未有實質修改，並且實際的農業行政管理幾乎沒有按照基本法的形式進行。 因此，藉由制定基本計畫，以審查農業管理的基本政策。

## 內容結構
- 第一章 總則（第1-14條）
- 第二章 基本的施策
  - 第一節 食料、農業、農村基本計畫（第15條）
  - 第二節 食料安定供給確保相關施策（第16-20條）
  - 第三節 農業持續的發展相關施策（第21-33條）
  - 第四節 農村振興相關施策（第34條-第36條）
- 第三章 行政機關及團體（第37、38条）
- 第四章 食料、農業、農村政策審議會（日语：食料・農業・農村政策審議会）（第39-43条）
- 附則

## 基本計畫
這部新基本法規定，「考慮到糧食、農業和農村有關情況變化，並在評估政策對糧食、農業和農村影響」，日本政府約每五年制定一次《食料、農業、農村基本計畫》（簡稱《基本計畫》）。分别於2000年、2005年、2010年、2015年及2020年制定了五次。根據基本法規定，在制定基本計畫時，必須聽取「食料、農業、農村政策審議會」的意見（第15條第5項），就以下四個項目詳加規定（第15条第2款）。
- 食料、農業及農村相關施策基本的方針
- 食料自給率目標
- 關於食料、農業及農村，政府所應採取綜合、計劃的施策
- 其他必要事項